# Plodia interpunctella
La palomilla bandeada (Plodia interpunctella), también conocida como palomilla momito moll, polilla India de la harina y polilla de la fruta seca, es una especie de lepidóptero ditrisio de la familia Pyralidae. Es la única especie conocida del género Plodia. Es originaria de Europa o Sudamérica, según otros, y ahora está extendida por todo el mundo. Ataca a los alimentos almacenados y se la puede encontrar sobre todo en frutos secos como nueces o almendras, aunque también se alimenta de chocolate y a veces de cereales. Tiene varias generaciones al año.

## Identificación
El adulto tiene las dos terceras partes inferiores de las alas de color bronce o cobre con bandas oscuras, mientras que el tercio anterior es de color gris Verdoso. Su envergadura es de 16-20 mm. La larva es blanquecina con la cabeza de color café. Alcanza los 12 mm en la madurez.[cita requerida]